# Phyllobius virideaeris
Phyllobius virideaeris ist ein Käfer aus der Familie der Rüsselkäfer und der Unterfamilie Entiminae.

## Merkmale
Die Käfer sind 3–4,5 mm lang.
Sie sind mit metallisch grün schimmernden Schuppen bedeckt. An der Unterseite des Hinterleibs sind die Käfer ebenfalls beschuppt. Die Femora sind ohne Dornen.

## Verbreitung
Die Art kommt in der westlichen Paläarktis vor. Das Verbreitungsgebiet erstreckt sich von Nordafrika über Europa (einschließlich Britische Inseln) bis nach Sibirien.

## Lebensweise
Die Käfer fliegen von Mai bis Ende Juli / August. Man findet sie häufig an Pappeln und Weiden, aber auch an verschiedenen Sträuchern.
Die Larven fressen an Wurzeln verschiedener Sträucher.

## Synonyme
Die Art ist in der Literatur auch unter folgenden Synonymen bekannt:
- Curculio virideaeris Laicharting, 1781

## Ähnliche Arten
- Phyllobius roboretanus: Unterseite des Hinterleibs mit Haaren anstatt Schuppen;[1][2] hinteres Körperende stärker abfallend.[2]